# دوري هونغ كونغ لكرة القدم 1972–73
دوري هونغ كونغ لكرة القدم 1972–73 هو الموسم 28 من دوري هونغ كونغ لكرة القدم ‏. كان عدد الأندية المشاركة فيه 14، وفاز فيه نادي سيكو ‏.